# Campoplex alticolellae
Campoplex alticolellae là một loài tò vò trong họ Ichneumonidae.